# Judy Guinness
Judy Guinness, född 14 augusti 1910 i Dublin, död 24 oktober 1952 i Matabeleland North, var en brittisk fäktare.
Guinness blev olympisk silvermedaljör i florett vid sommarspelen 1932 i Los Angeles.